# Dubler oczu
Dubler oczu (niem. der Augenstellvertreter) – podobnie jak dubler jest osobą, która zastępuje aktora w wymagających scenach. Aktorzy często korzystają z dublerów oczu przy kręceniu ekstremalnych zbliżeń. 
Po raz pierwszy dublera oczu użyto w Niemczech, przy pracy nad nigdy nieukończonym filmem Das Fleisch und der Teufel w reżyserii Friedricha Wilhelma Murnau. Następnie dublaż oczu wykorzystano w innym filmie tego samego reżysera – w Fauście z 1926 roku, gdzie Camillę Horn zastępowała ta sama dublerka, czyli Heidi von Stroheim.
W Polsce pierwsza była Sara Fertnerówna, która w 1934 roku w filmie Czy Lucyna to dziewczyna? użyczyła swoich oczu Jadwidze Smosarskiej.